# مقاطعة براون (ولاية ويسكونسن)
مقاطعة براون هي مقاطعة في ويسكونسن، بلغ عدد سكانها 248٬007  نسمة، في 2010، عاصمتها غرين باي، تبلغ مساحتها 1٬594 كيلومتر مربع.

## الموقع
تشترك في الحدود مع:
- مقاطعة أوكونتو
- مقاطعة كالوميت
- مقاطعة أوتاغامي (ولاية ويسكونسن)
- مقاطعة مانيتووك
- مقاطعة كيواوني
- مقاطعة شاوانو.

## التقسيمات الإدارية
- غرين باي.